# Província de Tomás Frías

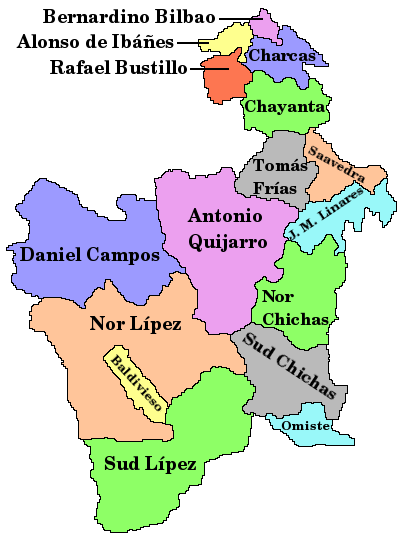
Les províncies del Departament de Potosí

La província de Tomás Frías és una de les 16 províncies del Departament de Potosí, a Bolívia. La seva capital és Potosí.